# Euptelea polyandra
Euptelea polyandra, jedna od dvije biljne vrste iz roda Euptelea koji čini samostalnu porodicu Eupteleaceae, i dio je reda žabnjakolike. Vrsta je raširena po japanskim otocima
E. polyandra je listopadno drvo koje naraste do 8 metara visine; hermafrodit s muškim i ženskim organima kao i vrsta Euptelea pleiosperma; isto se odnosi i na jestivost listova koji se pripremaju kuhanjem
- E. polyandra
- E. polyandra
- E. polyandra